# 1669
Епоха великих географічних відкриттів •  Річ Посполита •  Запорозька Січ •  Руїна

## Геополітична ситуація
Османську імперію очолює Мехмед IV (до 1687). Під владою османського султана перебувають Близький Схід та Єгипет, Середземноморське узбережжя Північної Африки, частина Закавказзя, значні території в Європі: Греція, Болгарія та Сербія. Васалами османів є Волощина та Молдова.
Священна Римська імперія — наймогутніша держава Європи. Її територія охоплює, крім німецьких земель, Угорщину з Хорватією, Богемію, Північну Італію. Її імператор — Леопольд I Габсбург (до 1705).
Габсбург Карл II Зачарований є королем Іспанії (до 1700). Йому належать Іспанські Нідерланди, південь Італії, Нова Іспанія, Нова Гранада та Нова Кастилія в Америці, Філіппіни. Королем Португалії формально є Альфонсу VI при регентстві молодшого брата Педру II. Португалія має володіння в Бразилії, в Африці, в Індії, в Індійському океані й Індонезії.
Північ Нідерландів займає Республіка Об'єднаних провінцій. Вона має колонії в Північній Америці, Індонезії, на Формозі та на Цейлоні. Король Франції — Людовик XIV (до 1715). Франція має колонії в Північній Америці. Король Англії — Карл II Стюарт (до 1685). Англія має колонії в Північній Америці, на Карибах та в Індії. Король Данії та Норвегії — Фредерік III (до 1670), король Швеції — Карл XI (до 1697). На Апеннінському півострові незалежні Венеціанська республіка та Папська область. Королем Речі Посполитої є Міхал Корибут Вишневецький (до 1673). Царем Московії є Олексій Михайлович (до 1676).
Україну розділено по Дніпру між Річчю Посполитою та Московією. Діють три гетьмани: Петро Дорошенко, Михайло Ханенко, Дем'ян Многогрішний. На півдні України існує Запорозька Січ. Існують Кримське ханство, Ногайська орда.
В Ірані правлять Сефевіди.
Значними державами Індостану є Імперія Великих Моголів, в якій править Аурангзеб, Біджапурський султанат, султанат Голконда. В Китаї править Династія Цін. У Японії триває період Едо.

## Події

### В Україні
- Військо гетьмана Петра Дорошенка завдало поразки силам кошового гетьмана Петра Суховія.
- Україна знову розділилася на два гетьманства: на Правобережжі гетьманом під османським протекторатом залишився Петро Дорошенко, на Лівобережжі — гетьманом під московським протекторатом проголошено Дем'яна Многогрішного.
- 16 березня підписано Глухівські статті між Многогрішним і Московським царством. Вони дещо зменшили тиск Москви в порівнянні з попередньою угодою.
- Альтернативним гетьманом Правобережжя під польським протекторатом проголошено Михайла Ханенка.
- Кошовим отаманом Січі обрано Лукаша Мартиновича.

### У світі

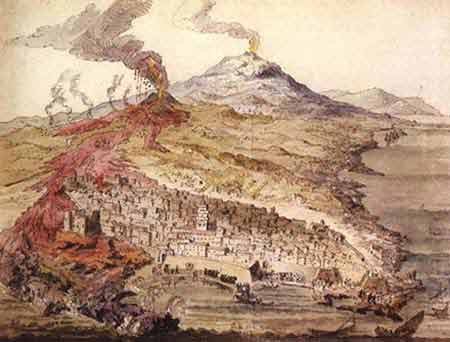
Виверження Етни.

- Королем Речі Посполитої обрано Міхала Корибута Вишневецького.
- Козаки Степана Разіна повернулися з походу на Кавказ із здобиччю.
- Відбулося останнє офіційне засідання Ганзи.
- 15 липня закінчилось найбільше виверження вулкана Етна на Сицилії, що тривало понад 4 місяці.
- 27 вересня, у ході війни з Венецією, османи захопили столицю острова Крит Кандію (тепер Іракліон).
- На острові Реюньйон засновано місто Сен-Дені.
- Рене Робер Кавельє де ла Саль відкрив річку Огайо в Північній Америці.
- Падишах Імперії Великих моголів Аурангзеб зруйнував кілька індуїстських храмів і заборонив будувати нові, що спричинило заворушення серед індусів.
- Китайський імператор Сюаньє дозволив жителям прибережних районів повернутися додому.
- На Хоккайдо почалося повстання айнів.

## Наука та культура
- Генніг Бранд вперше отримав фосфор.
- Антоніо Страдіварі виготовив свою першу скрипку.
- Ян Сваммердам опублікував книгу з мікроскопії та ентомології.
- Посмертно опубліковано «Думки» Паскаля.
- Засновано Загребський університет як єзуїтську академію.
- Засновано Інсбруцький університет.

## Народились
див. також Категорія:Народились 1669

## Померли
див. також Категорія:Померли 1669
- 4 жовтня — В Амстердамі у віці 63-х років помер відомий голландський художник Рембрандт ван Рейн.